# Petrus Kenicius
Petrus Kenicius, švedski luteranski nadškof, * 1555, † 3. februar 1636.